# بی تو هیچم (ترانه)
«بی تو هیچم» (به انگلیسی: Without You I'm Nothing) ترانه‌ای از گروه آلترنتیو پلاسیبو و یکی از قطعه‌های آلبومی به همین نام است که در سال ۱۹۹۸ منتشر شد. روای این ترانه شخصی است که عشقش را از دست داده (یا در حال از دست دادنش است) و با بیانی آشفته و شاعرانه این مفهوم را توضیح می‌دهد که چگونه نبودن یک نفر می‌تواند انسان دیگری را نابود کند.
پلاسیبو این ترانه را با هم‌خوانی دیوید بویی اجرا کرده‌اند. به گفتهٔ استفان آلسدل، بویی از زمان انتشار اولین آلبوم پلاسیبو با اعضای گروه در ارتباط بوده و خودش به آن‌ها پیشنهاد داده‌است که در این ترانه مشارکت کند. برایان ملکو هم به این موضوع اشاره کرده که بویی به او گفته «این آهنگ را خیلی دوست دارد، پارت‌های آواز خودش را نوشته و می‌خواهد در ضبط قطعه با آن‌ها همراهی کند».
به عقیدهٔ ربکا شیلر (موسیقی‌نویس وبسایت دیفیوزر) اگر «بی تو هیچم» را از برترین آثار پلاسیبو در تمام دوران فعالیت‌شان ندانیم، قطعاً یکی از بهترین لحظه‌های آلبوم دوم آن‌ها است.
در سال ۲۰۱۶ و پس از مرگ دیوید بویی، پلاسیبو ویدئویی از تمرین برایان مولکو با او پیش از اجرای زندهٔ «بی تو هیچم» در اروینگ پلازای نیویورک منتشر کردند. در این ویدئو بووی دیده می‌شود که در زمان تمرین، بدون خودبینی فقط پی این است که دیدگاه هنری‌اش را روی اجرا اعمال کند و مولکو که ذوق‌زده و همچون یک هوادار واقعی به او خیره شده‌است.

## موقعیت در جدول‌های فروش
| چارت موسیقی (۱۹۹۹)                          | بالاترین جایگاه |
| ------------------------------------------- | --------------- |
| جدول‌های ای‌آرآی‌ای استرالیا                   | ۵۲              |
| جدول سندیکای ملی انتشارات صوتی‌تصویری فرانسه | ۷۹              |